# Santuario di Montevergine
Il santuario di Montevergine è un complesso monastico mariano, classificato come monumento nazionale, situato a Montevergine, frazione del comune di Mercogliano.
L'abbazia territoriale di Montevergine è una della sei abbazie territoriali italiane. Al suo interno viene venerato il quadro della Madonna di Montevergine e si stima che ogni anno sia visitato da circa un milione e mezzo di pellegrini.

## Storia

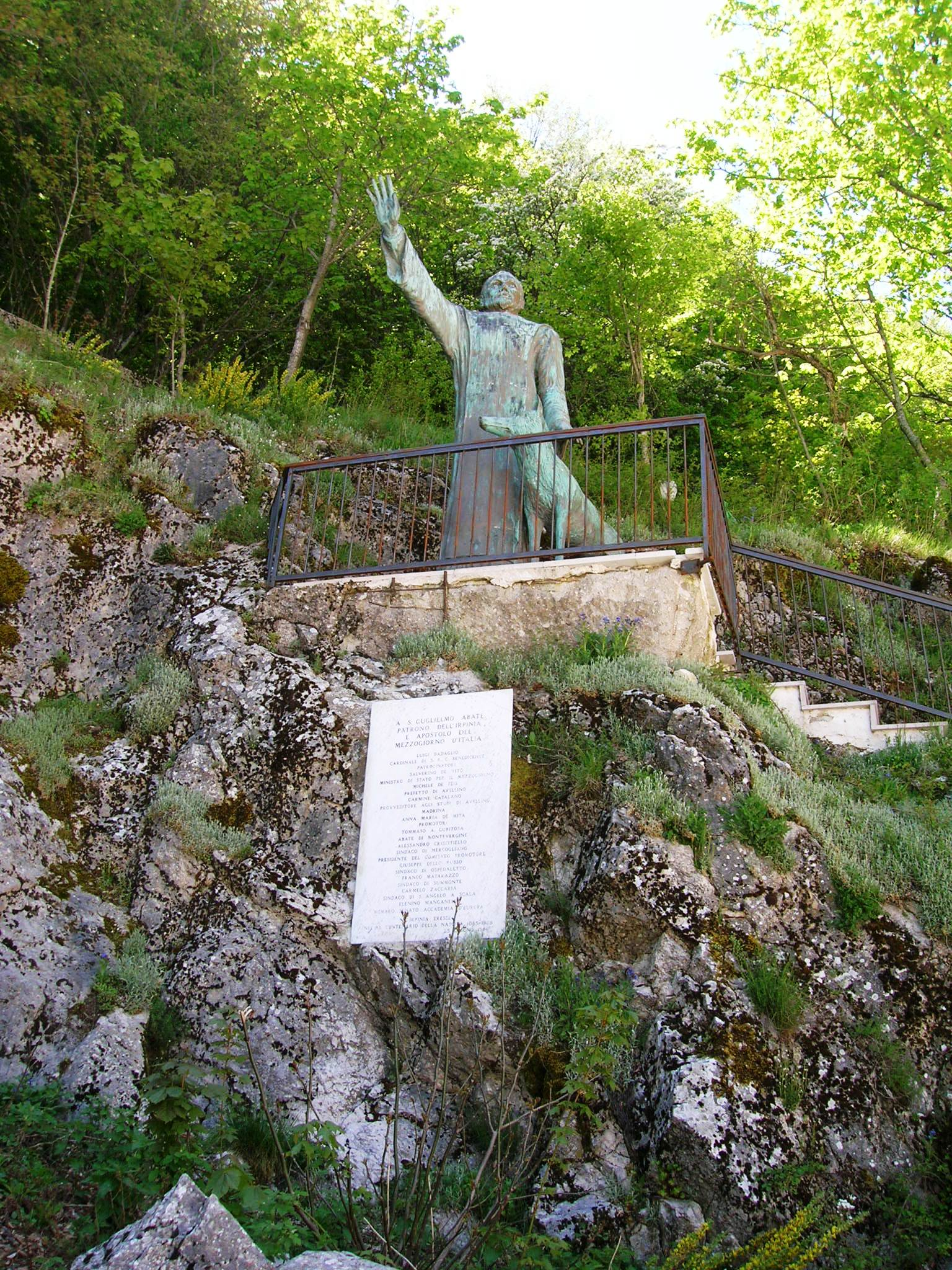
La statua di San Guglielmo

La storia del santuario di Montevergine è strettamente legata alla figura di Guglielmo da Vercelli, un monaco eremita vissuto tra l'XI e il XII secolo, attratto dai pellegrinaggi nei luoghi della cristianità. Rientrato in Italia dopo un lungo viaggio a Santiago di Compostela, decise di intraprendere un nuovo pellegrinaggio verso Gerusalemme ed al fine di prepararsi spiritualmente si rifugiò presso il monte Serico, ad Atella, dove è protagonista della guarigione di un cieco. Ripreso il viaggio verso la terra santa, giunge a Ginosa, incontrandosi con Giovanni da Matera, il quale gli consiglia di rinunciare al pellegrinaggio e di operare per il servizio divino nelle terre d'Occidente: Guglielmo rifiuta i consigli del santo e prosegue per il suo cammino fino a che non viene malmenato da un gruppo di briganti. Ricordatosi delle parole di Giovanni e dopo una lunga riflessione spirituale, comprende la nuova strada da seguire, ossia quella di ritirarsi in solitudine e dedicarsi alla meditazione. Giunto in Irpinia, sente che la volontà di Dio è quella di farlo risiedere su un monte, oggi conosciuto come Partenio, ad una altitudine di oltre mille metri. Come ricordato in uno scritto si dice che:

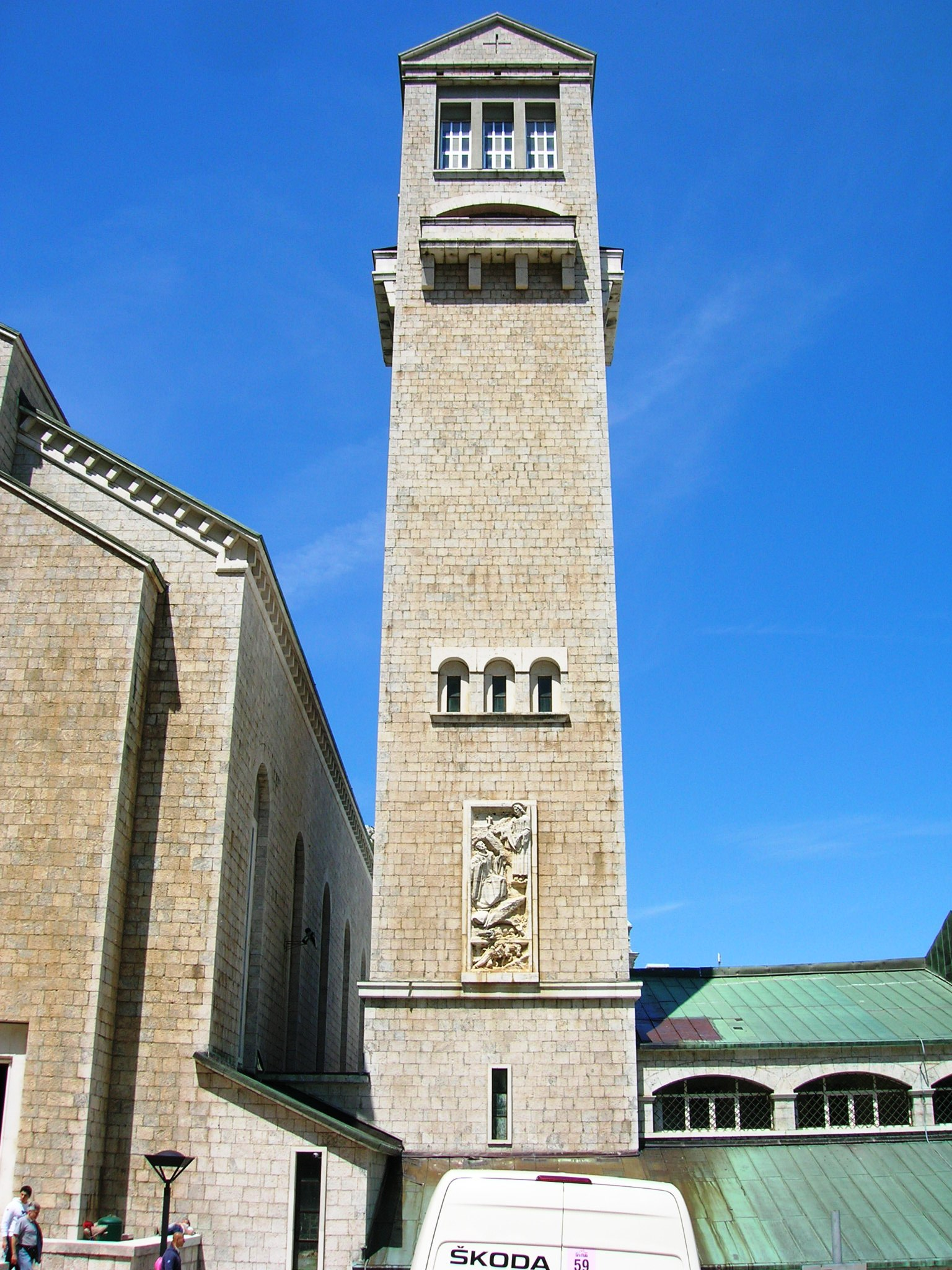
Il campanile

Con il passare del tempo la fama di santità di Guglielmo aumentò sempre più, tanto che sul monte, spontaneamente, iniziarono ad arrivare uomini desiderosi di abbracciare uno stile di vita dedito alla preghiera e alla solitudine: in poco tempo numerose celle, fatte per lo più con fango e malta, ospitarono numerosi monaci. Allo stesso tempo si decise anche la costruzione di una chiesa, consacrata nel 1126, dedicata alla Madonna, ma, contrariamente a quanto è spesso raccontato, non si verificò alcuna apparizione: Guglielmo seguì soltanto la sua profonda devozione nei confronti della Vergine Maria. Ben presto i monaci di Montevergine si riunirono in una congregazione detta Verginiana, riconosciuta ufficialmente l'8 agosto 1879 da papa Leone XIII: nel corso dei secoli la congrega ha svolto servizio sia di evangelizzazione, utilizzando addirittura il dialetto locale pur di arrivare ai ceti più bassi della società, sia di cura dei malati, con la costruzione di numerosi nosocomi in Campania e nel resto del sud Italia. Dopo la morte di San Guglielmo, nel 1142, il santuario raggiunse il periodo di massimo splendore tra il XII ed il XIV secolo, quando si arricchì di numerose opere d'arte e si espanse notevolmente grazie alle offerte di feudatari, papi e re: fu in questo periodo che venne donato il dipinto della Madonna, oggi venerato nella basilica cattedrale, ma anche numerose reliquie, tra cui le ossa di San Gennaro, che furono poi trasferite nel duomo di Napoli nel 1497.
Tra il 1378 ed il 1588 il santuario di Montevergine visse una profonda crisi sia dal punto di vista spirituale sia economico, accentuata da una commenda del 1430, che assegnava ad uomini senza alcun interesse cristiano le offerte deposte per l'abbazia. Dal 1588 fino all'inizio del XIX secolo la vita monastica scorse abbastanza tranquilla, anche se nel 1611 la foresteria fu gravemente danneggiata da un incendio e nel 1629 si assistette al crollo della navata centrale della chiesa; dal 1807, anno in cui il corpo di San Guglielmo fu traslato dall'abbazia del Goleto a Sant'Angelo dei Lombardi a Montevergine, al 1861 un nuovo periodo di crisi mise seriamente a rischio la vita della congregazione stessa: il 28 maggio 1868 il consiglio di stato sancì che le abbazie non dovessero essere soggette ad alcun tipo di soppressione economica e quindi tutti i beni confiscati negli anni precedenti vennero nuovamente restituiti; nello stesso anno il santuario fu dichiarato monumento nazionale, mentre nel 1884 venne inaugurata la stazione meteorologica di Montevergine
All'inizio del XX secolo la situazione migliorò notevolmente ed il santuario ritornò a godere dell'antica fama, diventando uno dei più visitati del sud Italia; durante la seconda guerra mondiale, precisamente dal 1939 al 1946, ospitò segretamente la Sacra Sindone di Torino, non solo per proteggerla dai bombardamenti ma anche per nasconderla nel caso in cui Adolf Hitler avesse voluto impossessarsene. L'8 aprile 1944 il santuario ricevette infatti la visita del re Vittorio Emanuele III di Savoia, che risiedeva a Ravello, giunto a ringraziare il priore per la custodia della Sindone e di altri tesori di proprietà della Casa reale di Savoia.
Notevoli furono le novità apportate in questo periodo, come la ristrutturazione della foresteria, del monastero e della basilica antica, l'apertura nel 1956 della funicolare che collegava il centro di Mercogliano al santuario in soli 7 minuti, evitando ai pellegrini una strada stretta e tortuosa, precorsa all'epoca da carri trainati da muli o a piedi, l'inaugurazione della nuova basilica, progettata dall'Arch. Florestano Di Fausto, nel 1961, sul cui altare maggiore venne posto il quadro della Madonna; sempre agli anni sessanta risalgono la cripta, che contiene le spoglie di San Guglielmo, la sala degli ex voto ed un museo, riorganizzato secondo i moderni standard solo nel 2000, che raccoglie i numerosi reperti archeologici o gioielli ed opere d'arte portati dai pellegrini o ritrovati intorno al santuario; infatti in zona sorgeva, in epoca romana, un tempio dedicato a Cibele. Oltre al complesso che sorge sul monte Partenio, appartiene al santuario anche il Palazzo abbaziale di Loreto, ubicato nel centro della città di Mercogliano. Al suo interno trovano sede una farmacia risalente al 1753 ed una biblioteca. Il 25 giugno 2012, dopo un accurato restauro, il quadro della Madonna è stato nuovamente collocato all'interno della Basilica antica, nella cappella dedicata al Crocifisso.

## Struttura

### Basilica cattedrale

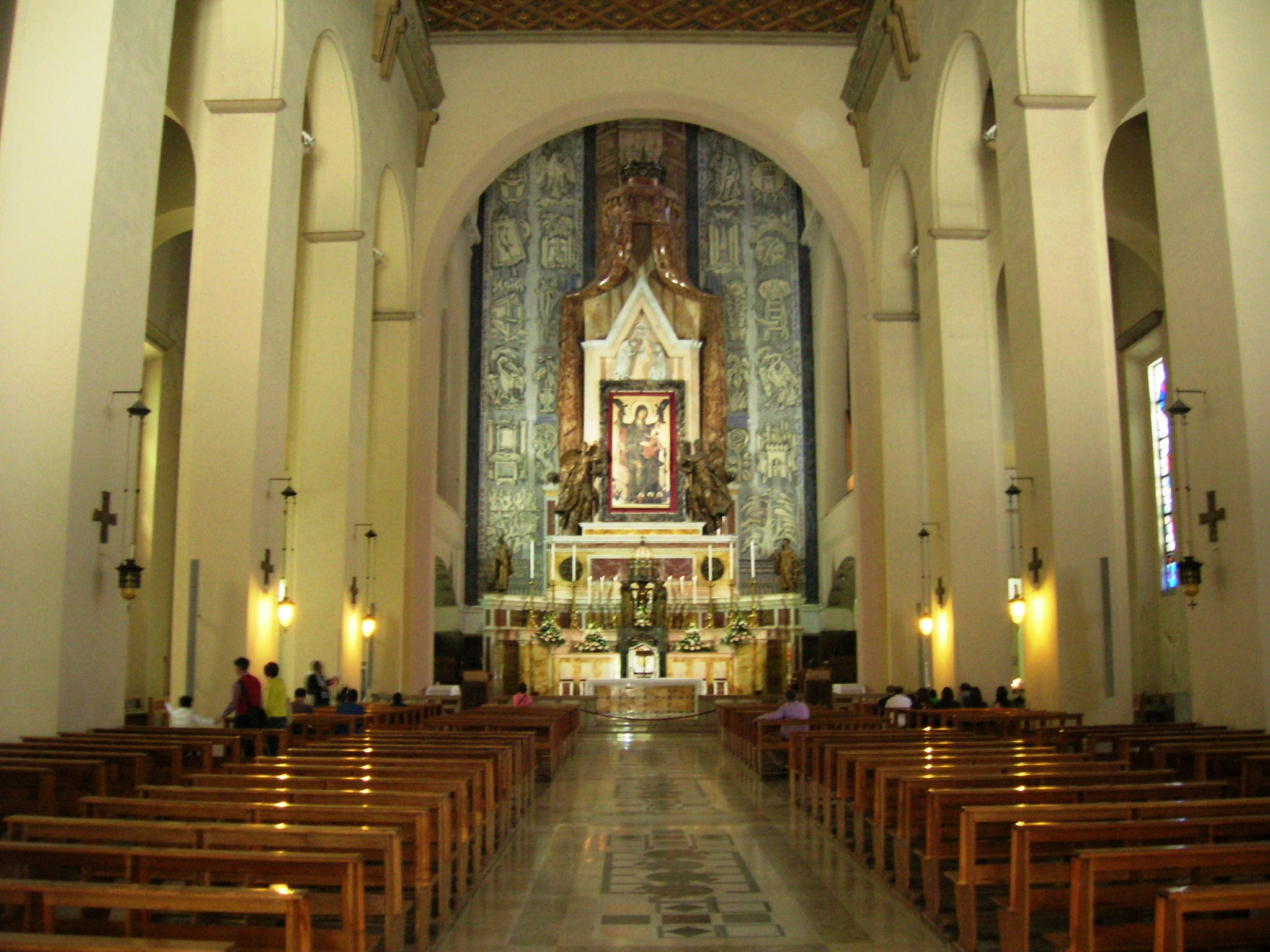
L'interno della basilica cattedrale

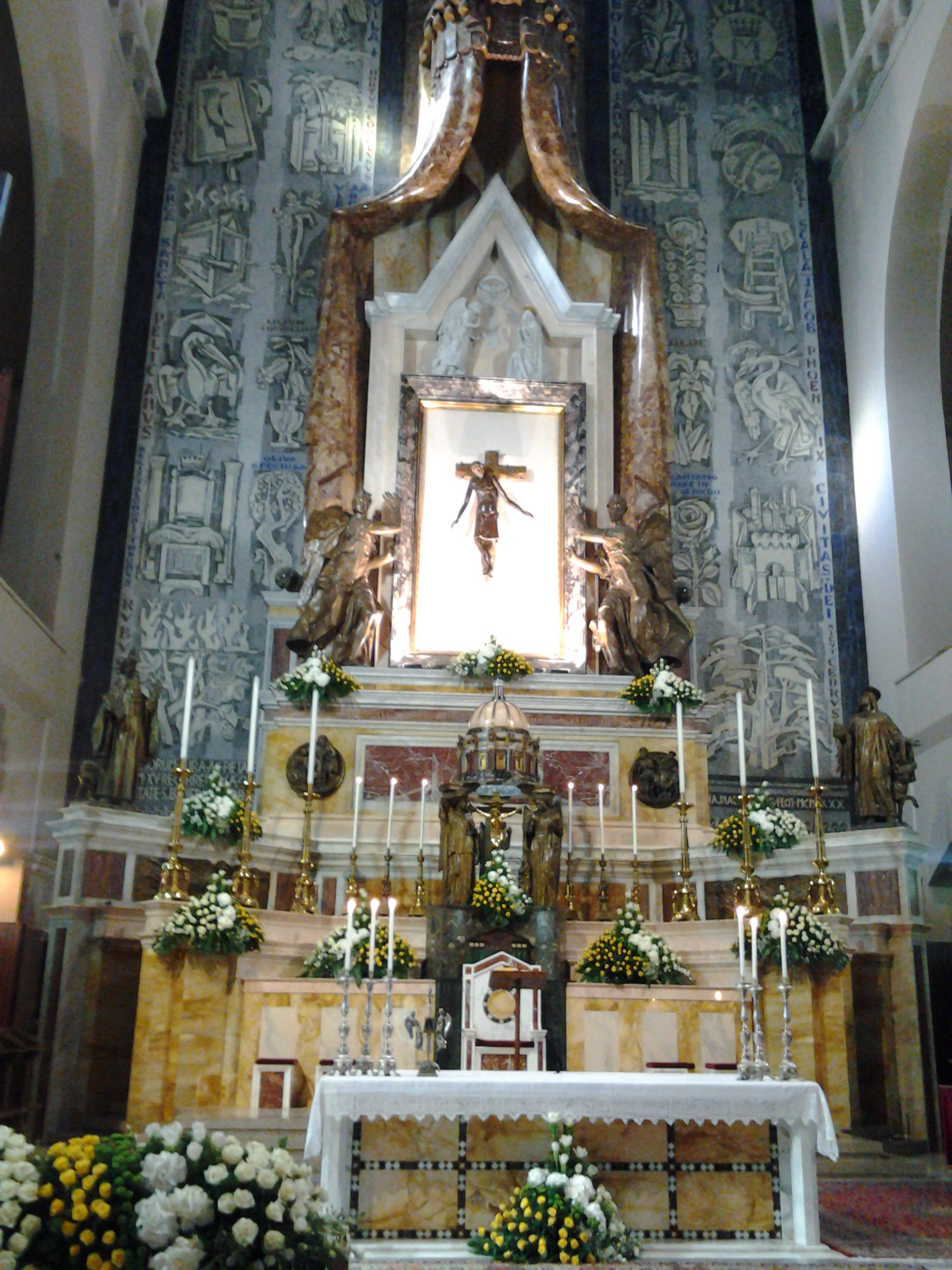
Il crocifisso schiodato

I lavori della costruzione della basilica cattedrale sono iniziati nel 1952, per concludersi nel 1961 con la solenne consacrazione nel giorno dell'Ascensione: la basilica è opera dell'architetto Florestano Di Fausto. La facciata, divisa in tre scomparti dove si aprono altrettanti ingressi, è rivestita di pietra bianca e al centro è posto un rosone decorato con vetri policromi che raffigurano l'incoronazione della Vergine.
All'interno non presenta particolari elementi di rilievo, ha uno stile neoromanico e si compone di tre navate, una centrale e due laterali divise per mezzo di cinque archi su entrambi i lati: sul fondo delle due navate laterali sono presenti due matronei sui quali è posto l'organo. L'altare principale è racchiuso da un coro ligneo in noce e radica di olivo, mentre sul fondo è posto il trono in marmo dove era collocato il dipinto della Madonna di Montevergine, sostituito poi da un crocifisso schiodato: la cornice che prima ospitava il quadro è contornata da due angeli in marmo che sembrano sorreggerla; l'altare si completa con marmi policromi, bassorilievi in bronzo e un mosaico, opera di Hainal.
Il soffitto è a cassettoni con rifiniture in oro zecchino, mentre la pavimentazione è in granito semilucido. Le finestre del tiburio sono ornate da vetrate rappresentanti Angeli realizzate da Amalia Panigati, cui si devono anche le croci dei matronei simboleggianti gli Evangelisti. Dalla navata di sinistra si accede ad una sorta di cappella laterale chiamata della Penitenziaria, mentre sul fondo della navata destra si ha l'accesso alla basilica vecchia tramite un portale in stile gotico, risalente al XIII secolo, nel cui timpano è affrescato la discesa dello Spirito Santo sugli Apostoli e Maria Santissima durante la prima pentecoste cristiana.
Vicino alla nuova basilica, il campanile, inaugurato nel 1925, anche se parte della facciata era stata già completata nel 1901: alto circa 80 metri e rivestito di granito bianco e grigio, la parte inferiore si presenta in stile ionico con tre arcate decorate da colonne, mentre la parte superiore, dove è posta anche la loggia papale, protetta da una parapetto in marmo, è in stile corinzio; internamente è diviso in cinque piani e sulle pareti esterne sono presenti alcuni decorazioni come angeli trombettieri ed una raffigurazione in marmo del Sacro Cuore di Gesù, alta sei metri.
Sui due matronei ai lati dell'abside, si trova l'organo a canne Mascioni opus 1042, costruito nel 1981. Lo strumento, a trasmissione elettrica, ha tre tastiere di 61 note ciascuna e pedaliera concavo-radiale di 32 note.

### Basilica antica

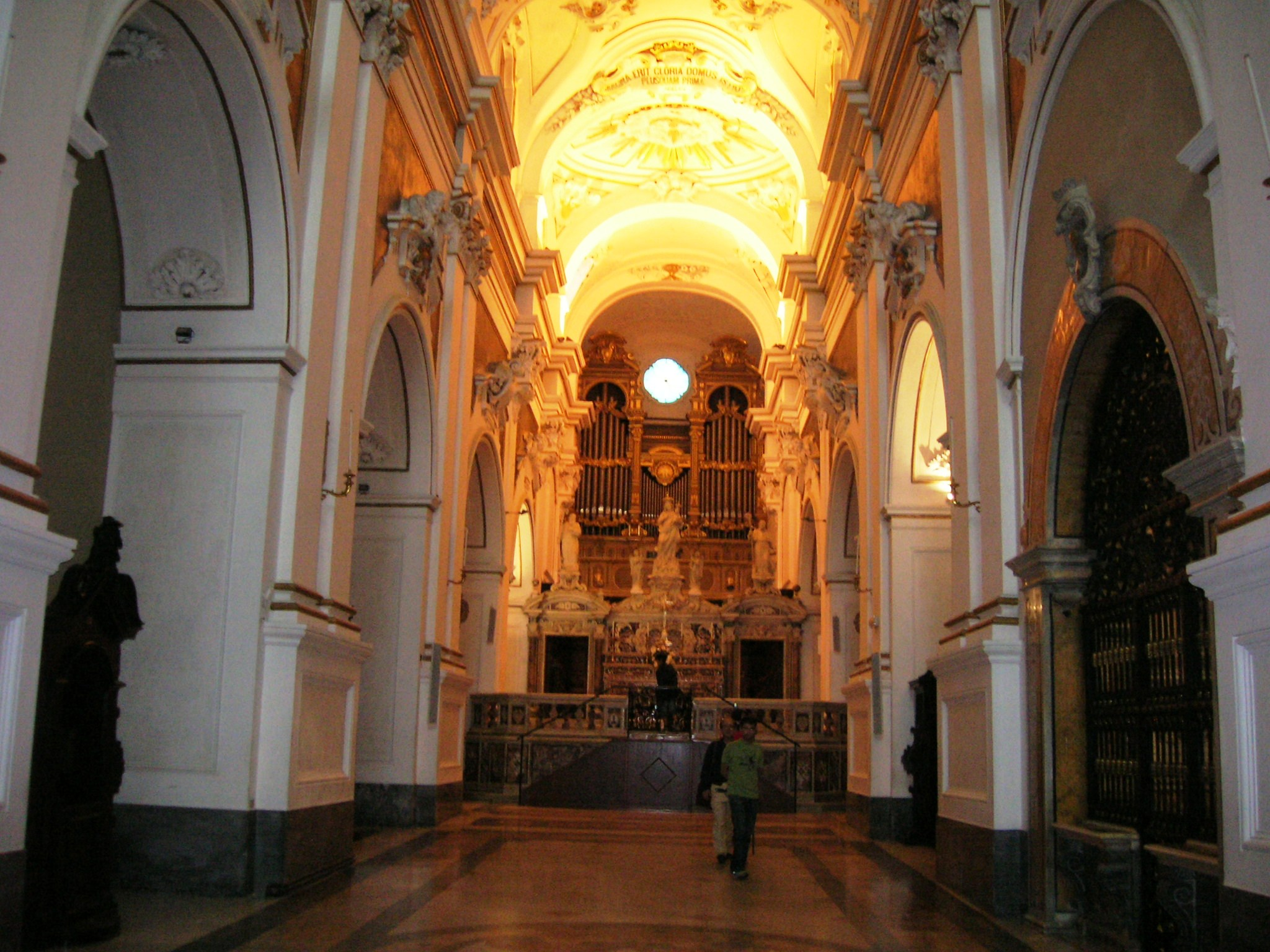
La basilica antica

Della basilica antica, risalente al 1126, prima in stile romanico, poi rimaneggiata in gotico, non rimane nulla: crollata nel 1629, fu ricostruita nel 1645 su progetto dell'architetto Giacomo Conforti. L'ingresso alla chiesa è dato da un'ampia scalinata angolare che dà direttamente nel cortile del monastero ed è sormontata da un portale in ferro, opera della fonderia De Lamorte di Napoli, realizzato nel 1885, in stile gotico: superato l'ingresso si accede ad un atrio coperto, per poi entrare direttamente nel tempio. La chiesa è a navata unica, pavimentata in marmo ed è delimitata su ogni lato da tre grosse arcate, segno delle passate navate laterali, oggi chiuse; nella basilica antica sono poste sei lapidi in marmo che rievocano rispettivamente la storia del santuario, un ringraziamento a Leone XIII, le visite di Umberto di Savoia, il pellegrinaggio di Vittorio Emanuele III del 28 agosto 1936, al ripristino della diocesi di Montevergine e a Francesco I.
L'altare maggiore è adornato con tarsi di scuola napoletana, a cui si mischiano elementi tipici dell'arte araba: nella parte centrale è posta la statua in marmo della Madonna delle Grazie, mentre ai suoi lati le statue, sempre in marmo, di San Guglielmo e San Benedetto; di notevole fattura anche i candelabri simili ad angeli, risalenti al 1888 e realizzati per sostituire quelli originali in legno. Alle spalle dell'altare, il coro in legno di noce, realizzato da Benvenuto Tortelli nel 1573 e caratterizzato da colonnine, putti intarsiati sui braccioli e l'Angelo con l'aspersorio sotto l'inginocchiatoio centrale; chiude la chiesa un organo di Vincenzo Benvenuti realizzato nel 1896. 

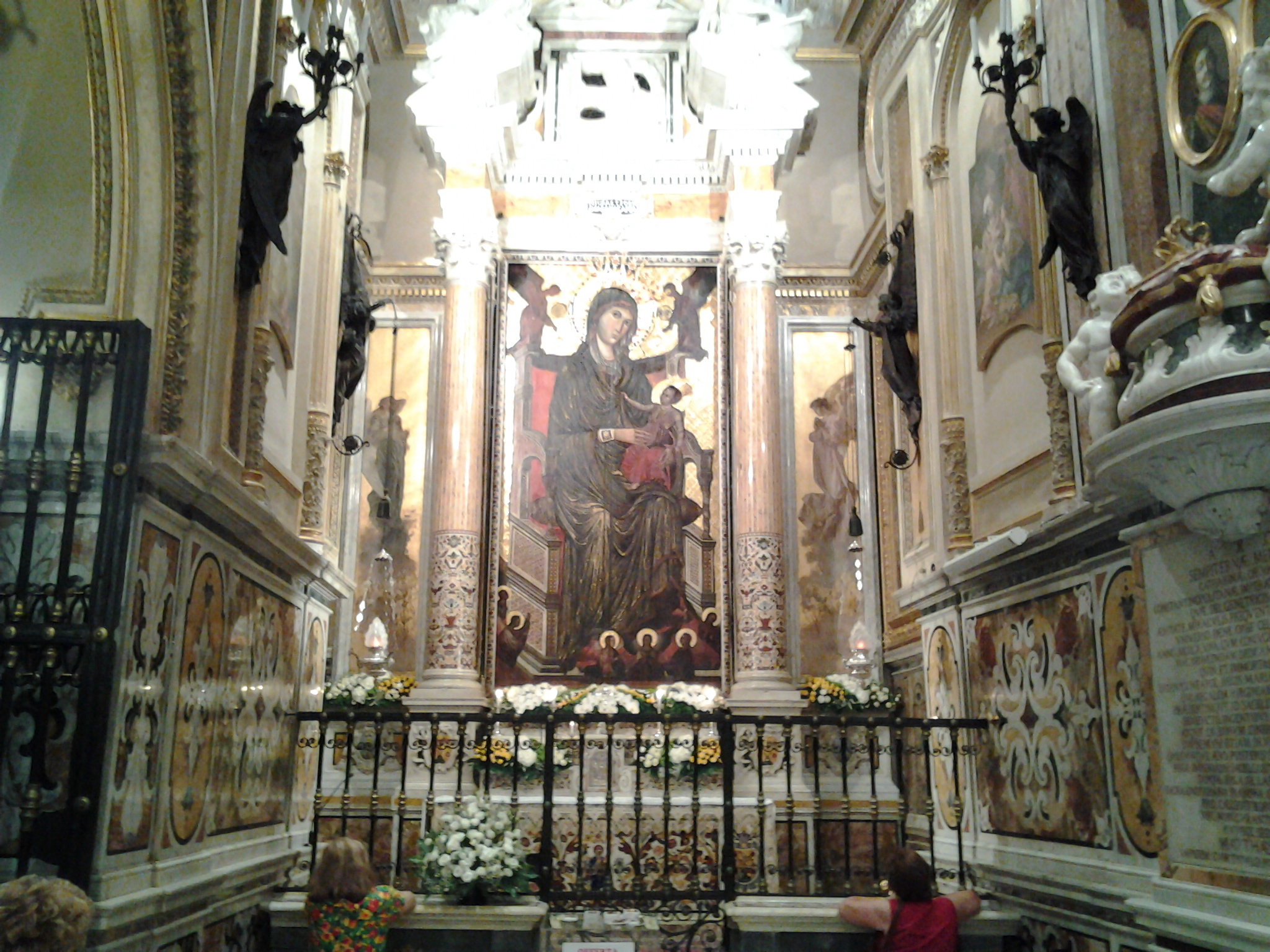
La cappella della Madonna

Sul lato destro si apre una cappella dedicata al Santissimo Sacramento, al cui interno è custodito un baldacchino risalente al XIII secolo, in stile romanico, con intarsi in cosmatesco, dono di Maria d'Ungheria o del figlio Carlo Martello: quattro leoni in marmo sorreggono le quattro colonne decorate con un'alternanza in bianco e in rosso che raffigurano simbolicamente i quattro affluenti del Danubio; sull'architrave, oltre a due statue che reggono il turibolo e l'aspersorio, altre otto piccole colonne reggono la cupola. Sotto al baldacchino, la custodia decorata con angeli che sostengono il ciborio, opera di Luigi III De Capua e risalente alla fine del XV secolo. All'interno della cappella si trova anche un organo a canne, costruito alla fine del XIX secolo da Zeno Fedeli; a trasmissione mista, meccanica per i manuali e il pedale, pneumatico-tubolare per i registri, ha un'unica tastiera di 56 note e una pedaliera dritta di 27 note priva di registri propri.
Un'altra cappella fu edificata intorno al XIII secolo da Filippo I d'Angiò: in origine ospitava il quadro della Madonna, fino al 25 novembre 1960, quando fu spostato nella Basilica Cattedrale e quindi convertita al culto del Crocifisso; tuttavia, il 25 giugno 2012, è tornata ad ospitare l'effigie della Vergine. L'altare della cappella risale al 1628 ed è sormontato da due colonne, al cui centro era posto un crocifisso del XVIII secolo, sostituito poi dalla tavola della Madonna; ai lati delle colonne le raffigurazioni di Matteo e Luca. La volta è decorata con dipinti di Vincenzo Volpe, raffiguranti Maria Bambina, l'Assunta e l'Immacolata: dello stesso autore anche altri dipinti posti sul lato destro della cappella tra cui l'Apparizione del Salvatore a San Guglielmo; di pregevole fattura anche il monumento funebre di Caterina II di Valois, moglie di Filippo d'Angiò e i suoi due figli Luigi e Maria. Tra le altre opere presenti nella cappella una nicchia in marmo dove sono conservate le spoglie dell'abate Guglielmo De Cesare, raffigurazioni di San Bernardo di Chiaravalle, Sant'Anselmo d'Aosta ed una tela della Natività.
Altra cappella è quella della Schiodazione, così chiamata per la presenza, in origine, di una tela del '600 del Rubens, andata perduta a seguito della sostituzione con una dell'800 del Serbucci.
Sul piazzale esterno è presente la cappella del Torrione, così chiamata perché simile ad una torre, la cui facciata fu realizzata verso la fine del XIX secolo su progetto dell'architetto Carmine Biancardi: si accede tramite una scalinata, che se fatta in ginocchio, permette di ottenere una parziale indulgenza; al suo interno un mezzobusto del Redentore risalente al 1899.

### Cripta San Guglielmo e sala ex voto

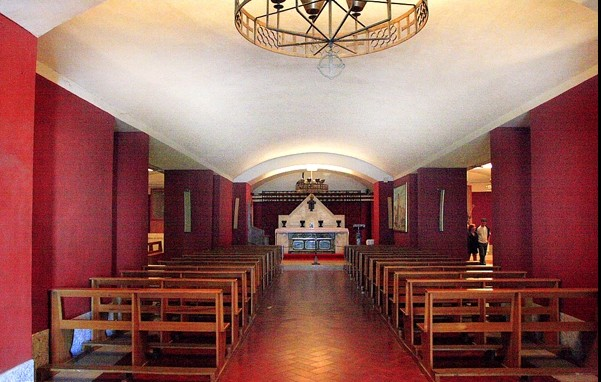
Cripta di San Guglielmo

La cripta di San Guglielmo fu consacrata nel 1963 ed è divisa in tre navate: in quella centrale, sotto l'altare maggiore, è posto il sarcofago con le spoglie del santo e decorato con scene salienti della sua esistenza terrena. Nelle navate laterali si aprono otto cappelle, quattro su ogni lato, dedicate rispettivamente a Sant'Eleuterio e Sant'Antia, Santa Giuliana e Santa Faustina, San Costanzo e San Deodato, Barbato di Benevento e San Massimo, San Giasone e San Mauro, San Mercurio e San Potito, Sant'Ermolao e San Modesto, San Vittore e San Prisco. Sempre nelle cripta, raccolte in alcune urne e collocate sui muri, le reliquie raccolte negli anni nel santuario di Montevergine.
Nell'anno in cui fu inaugurata la nuova basilica, ossia il 1961, fu costruita anche una sala dove poter accogliere i numerosi ex voto portati dai pellegrini e che erano raccolti, fino all'anno prima, nelle vicinanze del quadro della Madonna. Nei pressi della sala è inoltre posto il corpo del Beato Giulio, monaco di Montevergine, così chiamato dai credenti ma ancora non riconosciuto dalla chiesa: la particolarità della sua salma, custodita in un'urna di bronzo, è quella di essere ancora in una buona condizione senza alcun trattamento dalla sua morte, avvenuta nel 1601, e a cui i fedeli attribuiscono numerosi miracoli.

## Devozione e pellegrinaggi

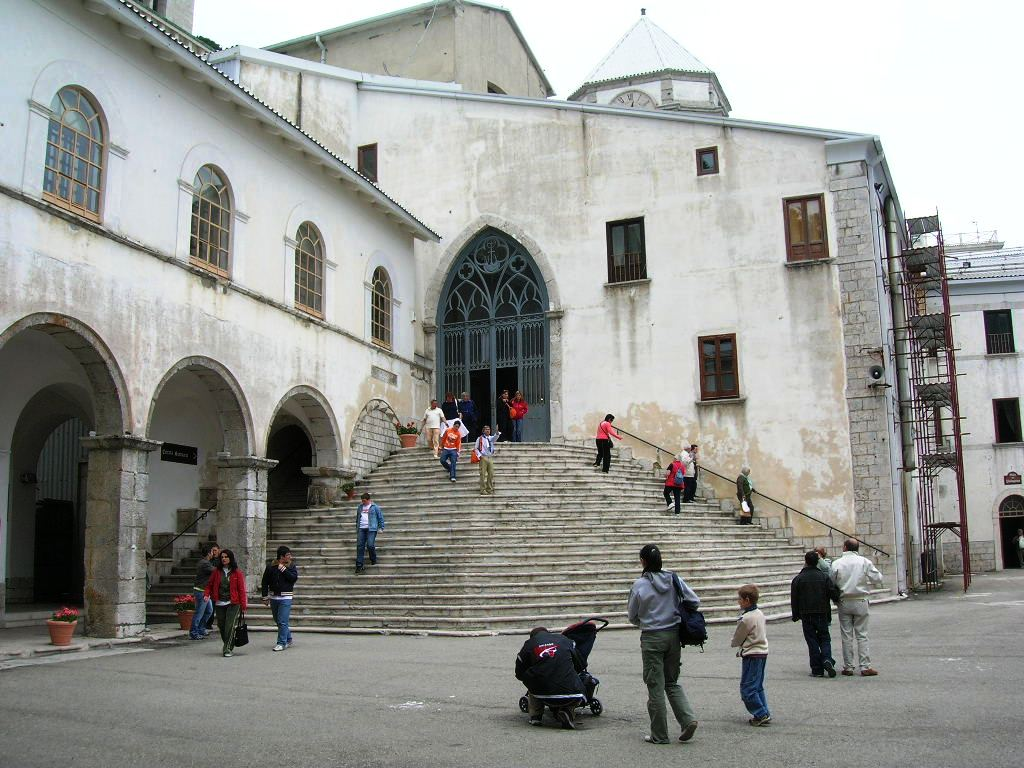
La scala d'accesso alla basilica antica

I pellegrinaggi a Montevergine sono una tradizione molto radicata non solo in Campania, ma anche in tutto il resto del sud Italia: le prime testimonianze di salite al monte Partenio si hanno già all'epoca di Guglielmo da Vercelli quando piccole comunità di persone giungevano alla chiesa soprattutto per conoscere il virtuoso santo; nel 1139, in un documento, si narra di pellegrinaggi per invocare la grazia divina e il 12 settembre 1263, papa Urbano IV, afferma come la zona di Montevergine sia diventato un importante centro di preghiera. Il costante flusso di pellegrini portò negli anni a dei benefici anche a valle, tanto che nella zona furono costruiti numerosi ostelli: oggi questo luogo prende il nome di Ospedaletto d'Alpinolo, derivando proprio dall'elevato numero di centri di accoglienza.
I pellegrinaggi svolti in epoca passata, sia in carrozza sia con carro, cavallo o a piedi, erano caratterizzati dal digiuno o dall'astinenza dalle carni, uova e formaggi; altra tradizione voleva che a recarsi in pellegrinaggio fossero donne o ragazze non ancora sposate, le quali durante la salita verso il monte intrecciavano dei rami di ginestra, promettendo alla Madonna di tornare l'anno successivo e di sciogliere il nodo in compagnia dello sposo o ancora che ragazzine molto giovani andassero scalze al santuario per conto di terzi per ringraziare la Vergine per la grazia ricevuta. Durante la discesa gli uomini erano soliti svolgere una corsa su carri, chiamata recanata, mentre le donne intonavano canti popolari.
Altra festività sentita nel culto della Madonna di Montevergine, chiamata anche Mamma Schiavona, è quella della Candelora: si narra che nel 1200, durante una bufera di neve, una coppia di amanti omosessuali fosse stata scoperta ed imprigionata contro un albero sul monte con delle lastre di ghiaccio: per intercessione della Vergine, un improvviso raggio di sole colpì il ghiaccio, sciogliendolo e salvando i due innamorati: da quel giorno, ogni anno, in occasione di tale festività, gay, lesbiche e transessuali, rendono omaggio alla Mamma Schiavona con un pellegrinaggio al santuario, chiamata juta dei femminielli, per poi partecipare, insieme agli altri pellegrini, alle danze, soprattutto tammorriate, che si svolgono nel piazzale antistante. Il santuario di Montevergine è inoltre anche accostato, già dalla metà dall'Ottocento, alla vendita di torroni, nocciole e cesti di vimini realizzati in loco.
Dal santuario ha origine il cammino di Guglielmo, lungo 300 km, che ha come destinazione la Basilica del Santo Sepolcro di Barletta.